# Suède aux Jeux olympiques d'été de 1980
La Suède participe aux Jeux olympiques d'été de 1980 à Moscou en Union soviétique. 145 athlètes suédois, 122 hommes et 23 femmes, ont participé à 10 compétitions dans 18 sports. Ils y ont obtenu douze médailles : trois d'or, trois d'argent et six de bronze.

## Médailles
| Médaille | Discipline         | Épreuve                            | Athlète                                                            | Performance | Date |
| -------- | ------------------ | ---------------------------------- | ------------------------------------------------------------------ | ----------- | ---- |
| Or       | Escrime            | Épée individuel hommes             | Johan Harmenberg                                                   |             |      |
| Or       | Natation           | 100 m papillon hommes              | Pär Arvidsson                                                      |             |      |
| Or       | Natation           | 100 m dos hommes                   | Bengt Baron                                                        |             |      |
| Argent   | Natation           | 100 m nage libre hommes            | Pelle Holmertz                                                     |             |      |
| Argent   | Natation           | Relais 4 × 100 m nage libre femmes | Carina Ljungdahl Tina Gustafsson Agneta Mårtensson Agneta Eriksson |             |      |
| Argent   | Tir                | Skeet                              | Lars-Göran Carlsson                                                |             |      |
| Bronze   | Natation           | 100 m nage libre hommes            | Per Johansson                                                      |             |      |
| Bronze   | Tir                | 50 m carabine trois positions      | Sven Johansson                                                     |             |      |
| Bronze   | Lutte              | Lutte gréco-romaine hommes - Léger | Lars-Erik Skiöld                                                   |             |      |
| Bronze   | Lutte              | Lutte gréco-romaine hommes - Coq   | Benni Ljungbeck                                                    |             |      |
| Bronze   | Voile              | Tornado                            | Göran Marström Jörgen Ragnarsson                                   |             |      |
| Bronze   | Pentathlon moderne | Par équipe                         |                                                                    |             |      |